# كلية هندسة الشرقاط
كلية هندسة الشرقاط تأسست عام 2013 وهي إحدى كليات جامعة تكريت تقع الكلية في قضاء الشرقاط وتتكون من بناية واحدة تضم هذه الكلية قسمين: قسم الهندسة الكهربائية، قسم الهندسة الميكانيكية.

## نشأة الكلية
أسست كلية هندسة الشرقاط عام 2013 بجامعة تكريت في قضاء الشرقاط.
تمنح كلية هندسة الشرقاط درجة البكالوريوس في الهندسة الكهربائية والهندسة الميكانيكية.

## اقسام الكلية
تتكون الكلية من قسمين علمية في التخصصات الهندسية وهي كما يلي:
| التسلسل | القسم                   | الموقع الإلكتروني        |
| ------- | ----------------------- | ------------------------ |
| 1       | قسم الهندسة الكهربائية  | http://cae.tu.edu.iq/ed/ |
| 2       | قسم الهندسة الميكانيكية | http://cae.tu.edu.iq/md/ |

## نظام الدراسة في الكلية
تقبل الكلية الطلبة خريجي الدراسة الاعدادية/الفرع العلمين من كلا الجنسين، تسير الدراسة في الكلية ضمن نظام الكورسات، الوحدة الاساسية في هذا النظام هي الساعة الدراسية. وهي تعادل محاضرة نظرية مدتها ساعة واحدة أو محاضرة عملية مدتها من ساعة إلى ثلاث ساعات. مدة الدراسة بالكلية لنيل درجة البكالوريوس في الهندسة هي اربع سنوات جامعية تمثل اربع مستويات ويتكون كل مستوى من فصلين دراسيين منفصلين مدة كل منهما 15 اسبوعا. يتبعها امتحانات شفهية وتحريرية وتطبيقية لكل فصل دراسي على حدة. لغة الدراسة هي اللغة الإنكليزية باستثناء بعض المقررات.

## وصلات خارجية
- جامعة تكريت
- كلية هندسة الشرقاط